# Nikolai Karpenko
Nikolai Nikolajewitsch Karpenko (kasachisch Николай Николаевич Карпенко, * 10. August 1981 in Leninogorsk, Oblast Ostkasachstan, Kasachische SSR, Sowjetunion  1) ist ein kasachischer Skispringer.
Er gehörte von 2004 bis 2013 dem kasachischen Nationalkader an. Im Skisprung-Weltcup qualifizierte er sich zu 51 Einzelspringen und sammelte insgesamt 42 Punkte. Sein bestes Einzelresultat im Weltcup war ein 19. Platz. Bei den Olympischen Winterspielen 2010 und bei den Nordischen Skiweltmeisterschaften 2009 sowie 2011 erreichte er bei jeweils einem Einzelspringen den Finaldurchgang und platzierte sich unter den ersten 30 Springern. Bei den Winter-Asienspielen 2011 gewann er im Einzelspringen von der Großschanze die Bronzemedaille und im Teamspringen die Silbermedaille. Damit ist er einer der erfolgreichsten kasachischen Skispringer der späten 2000er und beginnenden 2010er Jahre.

## Werdegang

### Einstieg ins Skispringen
Karpenko begann im Alter von neun Jahren mit dem Skispringen. Zuvor hatte er Basketball für die Schule in Ridder gespielt und gelernt, Schlagzeug zu spielen. Diese Tätigkeiten brach er ab, nachdem ihn ein Freund vom Skispringen begeistern konnte. Er investierte daraufhin seine komplette Freizeit in das Skisprung-Training. Nach seinem Umzug nach Almaty nahm er die Zusammenarbeit mit dem Trainer und späteren Präsidenten des kasachischen Skisprungverbandes Andrei Werweikin auf.

### Weg in den Weltcup (2004 bis 2006)
Im Sommer 2004 tauchte Karpenko im Alter von knapp 23 Jahren erstmals bei FIS-Wettbewerben auf. So gab er am 24. Juli 2004 sein Debüt bei einem Sommerwettkampf des Continental Cups. Am 1. August 2004 folgte sein erster Einsatz bei einem Teamspringen des Skisprung-Grand-Prix, in dem er am 4. September 2004 erstmals auch zu einem Einzelspringen antrat. Zum Auftakt der Saison 2004/05 am 27. November 2004 nahm er erstmals an der Qualifikation zu einem Weltcup-Einzelspringen teil, woran er scheiterte.
Bis Mitte der Saison 2005/06 versuchte Karpenko sich vergeblich an der Qualifikation zu einem Weltcup-Einzelspringen, sodass er währenddessen im Weltcup nur zu Einsätzen bei Teamwettbewerben kam. Bei einem Teamspringen im Weltcup debütierte er am 8. Januar 2005 in Willingen. Auch bei den Nordischen Skiweltmeisterschaften 2005 in Oberstdorf gelang ihm nicht die Qualifikation zu Einzelwettkämpfen. Er wurde dort im kasachischen Team eingesetzt, das sowohl auf der Normalschanze als auch auf der Großschanze jeweils den 11. Platz von 15 angetretenen Nationen belegte. Seine ersten Punkte im Winter-Continental-Cup erzielte er am 21. Januar 2006 in Titisee-Neustadt. Am 4. Februar 2006 gab er in Willingen sein Debüt bei einem Einzelspringen im Weltcup, nachdem er am Vortag erstmals die Qualifikation überstanden hatte.

### Etablierung im Mittelfeld (2006 bis 2009)
Karpenko wurde für die Olympischen Winterspiele 2006 nominiert. Bei den in Pragelato ausgetragenen Springen erreichte er im Einzel von der Großschanze den 48. Platz; für das Einzelspringen von der Normalschanze konnte er sich nicht qualifizieren, da er in der Qualifikation wegen eines zu großen Anzugs disqualifiziert wurde. Im Teamspringen erzielte er mit der kasachischen Mannschaft Platz 12 von 16 Teilnehmern. Im Weltcup gelang Karpenko in der Saison 2006/07 nun häufiger die Qualifikation, so auch zum einzigen Mal in seiner Laufbahn bei allen Springen zur Vierschanzentournee. Am 1. Januar 2007 in Garmisch-Partenkirchen schaffte er im Weltcup erstmals den Sprung in den Finaldurchgang. Er beendete den Wettkampf auf dem 19. Platz und erzielte damit seine ersten Weltcup-Punkte; dies blieb zugleich sein bestes Einzelresultat im Weltcup. Wenige Wochen später stellte er beim Willinger Teamspringen am 11. Februar 2007 mit Platz 6 vor Russland und Finnland auch sein bestes Teamresultat im Weltcup auf. Im Anschluss nahm er an den Nordischen Skiweltmeisterschaften 2007 in Sapporo teil. Dort erzielte er Platz 36 von der Großschanze und Platz 48 von der Normalschanze. Im Teamwettkampf belegte er mit der kasachischen Mannschaft Platz 11 von 13 Teilnehmern. Insgesamt hatte Karpenko sich 2006/07 als zweitstärkster Springer im kasachischen Team hinter Radik Schaparow etabliert.
Im Skisprung-Weltcup 2007/08 hatte Karpenko nun einen Stammplatz im kasachischen Aufgebot. Die Saison begann er vielversprechend, als er es bei den ersten sechs Einzelspringen vier Mal unter die ersten 30 schaffte, was ihm insgesamt 18 Weltcup-Punkte einbrachte. Daraufhin erzielte er im zweitklassigen Continental Cup in Engelberg mit den Rängen 9 und 10 seine besten Resultate in dieser Kategorie. Diese Ergebnisse konnte er im weiteren Saisonverlauf aber nicht mehr bestätigen; weitere Weltcup-Punkte kamen nicht hinzu. Bei der Skiflug-Weltmeisterschaft 2008 auf der Oberstdorfer Heini-Klopfer-Skiflugschanze qualifizierte er sich als einziger Kasache für den Wettkampf und erreichte dort den 40. Platz. Den Teamwettkampf schloss Kasachstan als 13. und letzte Mannschaft ab.
Im Sommer 2008 absolvierte Karpenko einen vielversprechenden Skisprung-Grand-Prix: bei neun Wettkampf-Teilnahmen schaffte er es acht Mal in die Punkteränge. Insgesamt gelangen ihm 93 Punkte und der 21. Platz in der Gesamtwertung. Im Skisprung-Weltcup 2008/09 verfehlte er in den ersten Wochen jedoch permanent den Einzug in den Finaldurchgang. Nach der Vierschanzentournee legte er eine Wettkampfpause bis Ende Januar ein. Daraufhin gelang ihm noch bei drei Springen das Erzielen von Weltcup-Punkten, von denen er insgesamt 10 verbuchen konnte. Karpenko blieb 2008/09 der einzige kasachische Skispringer, der Weltcup-Punkte ergattern konnte, da Radik Schaparow als der vormalige Anführer der kasachischen Mannschaft nicht mehr an seine vorherigen Leistungen anknüpfen konnte. Bei den Nordischen Skiweltmeisterschaften 2009 in Liberec wurde Karpenko im Einzel von der Normalschanze 47. Auf der Großschanze erzielte er mit Platz 26 das beste Einzelresultat seiner Karriere bei einer Weltmeisterschaft. Im Teamspringen wurde er mit der kasachischen Mannschaft 12. und damit Letzter; Karpenko selbst hatte die siebthöchste Punktzahl innerhalb seiner Startgruppe erzielt.

### Kampf um den Anschluss (2009 bis 2012)
Bei den kasachischen Meisterschaften im Skispringen 2009 in Garmisch-Partenkirchen gewann Karpenko im Juli 2009 die Bronzemedaille. Seinem Leistungsvermögen des Vorjahres hinkte er im Skisprung-Grand-Prix 2009 deutlich hinterher; er blieb ohne Punkte und scheiterte bei der Hälfte seiner Teilnahmen bereits an der Qualifikation. Auch im Skisprung-Weltcup 2009/10 war er zunächst mit der Qualifikation überfordert. Sie glückte ihm in dieser Saison erstmals im Rahmen der Vierschanzentournee beim Neujahrsspringen in Garmisch-Partenkirchen, wo er als sechstbester Verlierer der K.-o.-Duelle nur knapp am Einzug in den Finaldurchgang über die Lucky-Loser-Regelung vorbeischrammte. Beim folgenden Wettkampf in Innsbruck gelang ihm als 29. schließlich wieder das Erzielen von Weltcup-Punkten. Dies blieb das letzte Resultat innerhalb der Weltcup-Punkte in Karpenkos Karriere sowie das bisher vorletzte eines kasachischen Skispringers generell; letztmals gelang dies Alexei Koroljow einen Monat später in Willingen. Im weiteren Saisonverlauf nach der Vierschanzentournee tat Karpenko sich wieder schwer mit der Qualifikation zu Weltcup-Springen. Karpenko hatte einen von zwei Quotenplätzen der kasachischen Skispringer für die Olympischen Winterspiele 2010 in Vancouver geholt, seine Nominierung war in Kasachstan unumstritten. Ausgerechnet bei diesem Großereignis erreichte Karpenko im Springen von der Normalschanze den Finaldurchgang und wurde 29. Für den Einzelwettkampf auf der Großschanze konnte er sich als 41. der Qualifikation knapp nicht qualifizieren, nachdem er sich am Vortag beim Training das Knie verstaucht hatte.

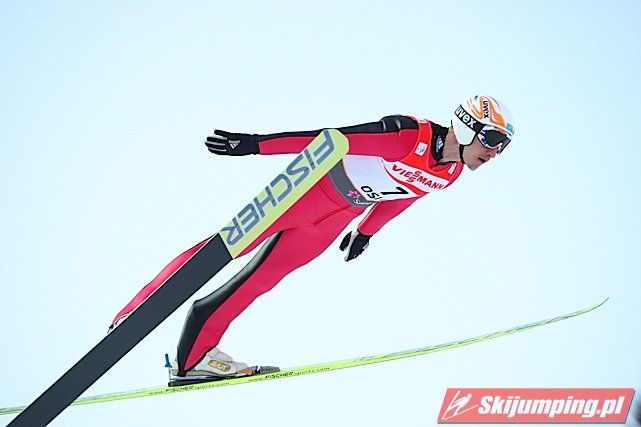
Nikolai Karpenko bei den Nordischen Skiweltmeisterschaften in Oslo 2011

Im Sommer 2010 sah Karpenko bei sieben bestritten Einzelspringen im Skisprung-Grand-Prix wieder zwei Mal die Punkteränge. Doch im Weltcup 2010/11 absolvierte er seine schwächste Saison seit seinem Einstieg in den Weltcup. Bei fünf Anläufen zur Qualifikation für einen Einzelwettkampf scheiterte er fünf Mal deutlich. Nach dem Neujahrsspringen in Garmisch-Partenkirchen wurde er für die restliche Saison nicht mehr im Weltcup eingesetzt. Doch wie schon im Vorjahr zeigte Karpenko ausgerechnet bei Großereignissen, den Winter-Asienspielen 2011 in Almaty sowie den Nordischen Skiweltmeisterschaften 2011 in Oslo, seine besten Leistungen: bei den Asienspielen gewann er im Einzel von der Großschanze die Bronzemedaille hinter Kazuya Yoshioka und Kazuyoshi Funaki. Dies empfand Andrei Werweikin, Präsident des kasachischen Skisprungverbandes, angesichts der von ihm als stark beurteilten Konkurrenz aus Japan wie eine Goldmedaille. Von der Normalschanze belegte Karpenko Platz 4. Im Team gewann er mit Alexei Koroljow, Radik Schaparow und Jewgeni Ljowkin die Silbermedaille hinter den Japanern. Bei den Nordischen Skiweltmeisterschaften erreichte er im Einzelspringen von der Normalschanze den Finaldurchgang und wurde 30. Weniger erfolgreich war er in den übrigen WM-Wettkämpfen: im Teamspringen von der Normalschanze wurde Kasachstan 12. und Letzter. Auf der Großschanze wurde Karpenko 46. im Einzelspringen sowie 10. und Letzter mit der Mannschaft im Teamspringen.
An guten Ergebnissen im Skisprung-Grand-Prix 2011 hinderte Karpenko eine Knieverletzung, die er sich nach der Ankunft in Europa beim Fußballspielen zugezogen hatte. Im Skisprung-Weltcup 2011/12 präsentierte er sich im Weltcup wieder in stärkerer Verfassung als noch in der Saison zuvor. Er hatte einen Stammplatz im zweiköpfigen kasachischen Weltcup-Aufgebot und wurde von kasachischen Medien als Anführer des kasachischen Skisprungnationalmannschaft angesehen. Regelmäßig überstand Karpenko die Qualifikation zu Einzelwettkämpfen. Bei Teamspringen gelang es ihm immer, Starter aus anderen Nationen innerhalb seiner Startgruppe zu schlagen. Einen Achtungserfolg konnte er mit dem 15. Platz in der Qualifikation in Zakopane verbuchen. Der Sprung in die Weltcup-Punkte blieb ihm jedoch verwehrt; im Wettkampf kam er nicht über den 35. Platz in Zakopane hinaus.
Karpenko absolvierte noch erfolglos den Skisprung-Grand-Prix 2012. Er scheiterte deutlich an beiden Qualifikationen, an denen er teilgenommen hatte. In den Wettkampf schaffte er es nur bei den beiden Springen in Almaty, zu denen aufgrund der geringen Teilnehmerzahl keine Qualifikation ausgetragen wurde. Am 23. September 2012 verfehlte er mit dem 31. Platz beim zweiten Wettkampf in Almaty um einen Platz Grand-Prix-Punkte. Damit entging ihm auch knapp eine Möglichkeit, der kasachischen Skisprungnationalmannschaft einen zusätzlichen Quotenplatz für die Olympischen Winterspiele 2014 in Sotschi zu verschaffen. Es blieb das zunächst letzte FIS-Skispringen seiner Karriere.

### Autounfall und Karriereende
In der Nacht des 10. November 2012 hatte Karpenko zusammen mit Alexei Ptschelinzew und Jewgeni Ljowkin in der Provinz Almaty einen Autounfall. Ihr Toyota Land Cruiser war knapp einem Zusammenstoß mit einem in den Gegenverkehr geratenen Lexus entgangen. Ihr Auto geriet anschließend ins Schleudern und überschlug sich mehrmals. Laut Andrei Werweikin, Präsident des kasachischen Skisprungverbandes, erlitt Karpenko dabei eine Knieverletzung. Er konnte daraufhin im Winter ebenso wie seine involvierten Teamkollegen an keinen Wettkämpfen teilnehmen. Im März 2013 hielt Werweikin es noch für möglich, dass Karpenko an den Olympischen Winterspielen 2014 teilnehmen könne. Im Frühling 2013, vor der Einteilung des kasachischen A-Kaders für die Saison 2013/14, entschied Karpenko sich zum Rücktritt vom Skispringen. Qairat Bijekenow, Cheftrainer der kasachischen Skisprungnationalmannschaft, erklärte, Karpenkos anhaltende Knieschmerzen haben die Fortsetzung seiner Karriere verhindert.

### Rückkehr 2016
Drei Jahre nach seinem vorübergehenden Karriereende bzw. vier Jahre nach seinem letzten FIS-Wettkampf gab Karpenko am 17. und 18. September 2016 im Rahmen des FIS-Cups in Hinterzarten sein internationales Comeback. In der darauffolgenden Wintersaison 2016/17 ging er auch wieder im Continental Cup und im Weltcup an den Start. Im Continental Cup konnte er nur in Erzurum mit den Plätzen 14 und 18 COC-Punkte holen. Bei seinen Starts im Weltcup scheiterte er bei den Einzelspringen immer in der Qualifikation. Zudem wurde er in einem Teamspringen in Zakopane eingesetzt, bei dem er mit der kasachischen Mannschaft den elften und damit letzten Platz belegte. Im Februar 2017 nahm er an den Nordischen Skiweltmeisterschaften 2017 im finnischen Lahti teil. Dabei scheiterte er bei beiden Einzelwettbewerben bereits in der Qualifikation und belegte mit der kasachischen Mannschaft den zwölften und damit letzten Platz.
Im Sommer 2017 ging Karpenko dreimal in der Qualifikation für Grand-Prix-Springen an den Start, überstand diese allerdings nie. Mit der kasachischen Mannschaft belegte er beim Teamspringen in Wisła den 13. Rang. In der Weltcup-Saison 2017/18 ging er nur im November 2017 in Ruka an den Start. Im Einzelspringen scheiterte er als 71. in der Qualifikation und im Teamspringen wurde er Zwölfter und damit Letzter. Für den Rest der Saison ging er in Continental-Cup- und FIS-Cup-Wettbewerben an den Start. Er konnte dabei aber in keinen Springen die Punkteränge erreichen.

## Persönliches
Als Mitglied der kasachischen Nationalmannschaft hatte Karpenko einen Vertrag bei der „Direktion des Personals der nationalen Teams“ (Дирекцию штатных национальных команд). Einer Schätzung aus dem Jahr 2010 zufolge solle ein Athlet auf dem Level von Karpenko ein monatliches Gehalt von 800 US-Dollar zuzüglich Essen, bezahlte Trainingslager und Sportausrüstung erhalten.
Andrei Werweikin, Präsident des kasachischen Skisprungverbandes, bezeichnete Karpenko als ein „Vorbild für harte Arbeit und Disziplin“. Er könne sich Karpenko als einen guten Nachwuchstrainer vorstellen.
Als seine favorisierte Skisprungschanze nannte Karpenko die Große Olympiaschanze in Garmisch-Partenkirchen, da sie hinsichtlich Beschleunigung und Keramik der Anlaufspur seiner Heimschanze in Almaty gleiche.
Nikolai Karpenkos jüngerer Bruder Anatoli ist ebenfalls ein ehemaliger Skispringer.

## Statistik

### Weltcup-Platzierungen
| Saison  | Platz | Punkte |
| ------- | ----- | ------ |
| 2006/07 | 71.   | 12     |
| 2007/08 | 58.   | 18     |
| 2008/09 | 66.   | 10     |
| 2009/10 | 82.   | 02     |

### Vierschanzentournee-Platzierungen
| Saison  | Platz | Punkte |
| ------- | ----- | ------ |
| 2006/07 | 36.   | 419,2  |
| 2007/08 | 59.   | 195,9  |
| 2008/09 | 53.   | 197,4  |
| 2009/10 | 46.   | 294,9  |
| 2011/12 | 59.   | 173,3  |

### Grand-Prix-Platzierungen
| Saison | Platz | Punkte |
| ------ | ----- | ------ |
| 2008   | 21.   | 93     |
| 2010   | 68.   | 12     |